# 和田高家
和田 高家（わだ たかいえ）は、南北朝時代に南朝に尽したとされる人物。

## 概要
江戸時代に編修された『群書類従』版『橘氏系図』によれば、楠木正氏（正季）の息子の四兄弟中の次兄で、和田賢秀らの「兄」であり、正平3年/貞和4年（1348年）の四條畷の戦いで楠木正行のもと戦って戦死したとされる。
しかし、『園太暦』などの一次史料で四條畷の戦いを記した箇所には登場しない。また、『群書類従』より古い『尊卑分脈』版『橘氏系図』では「正氏」の息子は行忠（新兵衛尉）と和田賢快（新発）のみであり、高家に相当する人物がいない。
また、軍記物『太平記』巻26の四條畷の戦いには基本的には登場しないが、諸写本のうち唯一、毛利家本のみ和田賢秀の「弟」の名前を高家としている。
江戸幕府公式地誌『五畿内志』（18世紀初頭）中の『和泉志』によれば、和田高遠と楠木正成の妹の息子である和田正遠の長男であり、弟が和田正武であるという。この説だと楠木正成が祖父となり、正季は遠い親戚となる。
このように、高家が登場する書籍でも記述がバラバラであり、実在性が不明瞭である。

## 岸和田の発祥？
陽翁の創作物『太平記評判秘伝理尽鈔』（1600年前後？）では、正慶2年（1333年）に正成が摂津・河内・和泉の三国を賜ると、正成は「和田信三郎」という人物に和泉守を譲り、その後「和田新兵衛尉高家」という人物が和泉国の岸和田城に籠城したという記述がある。
『太平記評判秘伝理尽鈔』の記述を元に、石橋直之『泉州志』（元禄13年（1700年））は、和田高家は「岸村」と呼ばれている所に城（後の岸和田古城）を築き、地名と高家の苗字の和田が合わさり、同地が岸和田と呼ばれるようになったなどとした。また、高家の息子が和田正武であるという。
しかし、山中吾郎・辻陽史らの調査の結果、和田高家が岸和田の由来の人物とするのは『太平記評判秘伝理尽鈔』『泉州志』にまでしか辿れない上に、その時代に岸和田古城が実在したかどうかすら疑問視されている。発掘調査によれば、岸和田古城が築かれたのは高家の時代から150年以上後の15世紀後半である。
また、岸和田という地名の由来についても、同じ南朝武将で一次史料から実在が確実な岸和田治氏（もしくはその親族）を発祥とする方が有力視されている。